# Norman Rockwell
Norman Perceval Rockwell (New York, 1894. február 3. – Stockbridge, Massachusetts, 1978. november 8.) amerikai festő, illusztrátor.
Képei népszerűek voltak az Egyesült Államokban és a gyűjtőknek ma is kedvencei. Négy évtizeden keresztül készítette a The Saturday Evening Post címlapképeit.
16 éves korában karácsonyi képeslapokkal szerzett sikereket. 1912-ben végzett egy művészeti akadémián, majd az Amerikai Cserkész című képeslap grafikusa lett. Képei a Saturday Evening Post, és a Look c. hetilapokban jelentek meg. Politikai-tartalmi értelemben jelentősek a The four freedoms néven összefoglalt képei (= szólásszabadság, vallásszabadság, a félelem nélküli és gondtalan élethez való jog).
Franklin D. Roosevelt elnök: „hálával tartoznak azért, hogy Norman Rockwell felidézte a mindennapi élet legfontosabb, egyszerű igazságait.”

## Képek

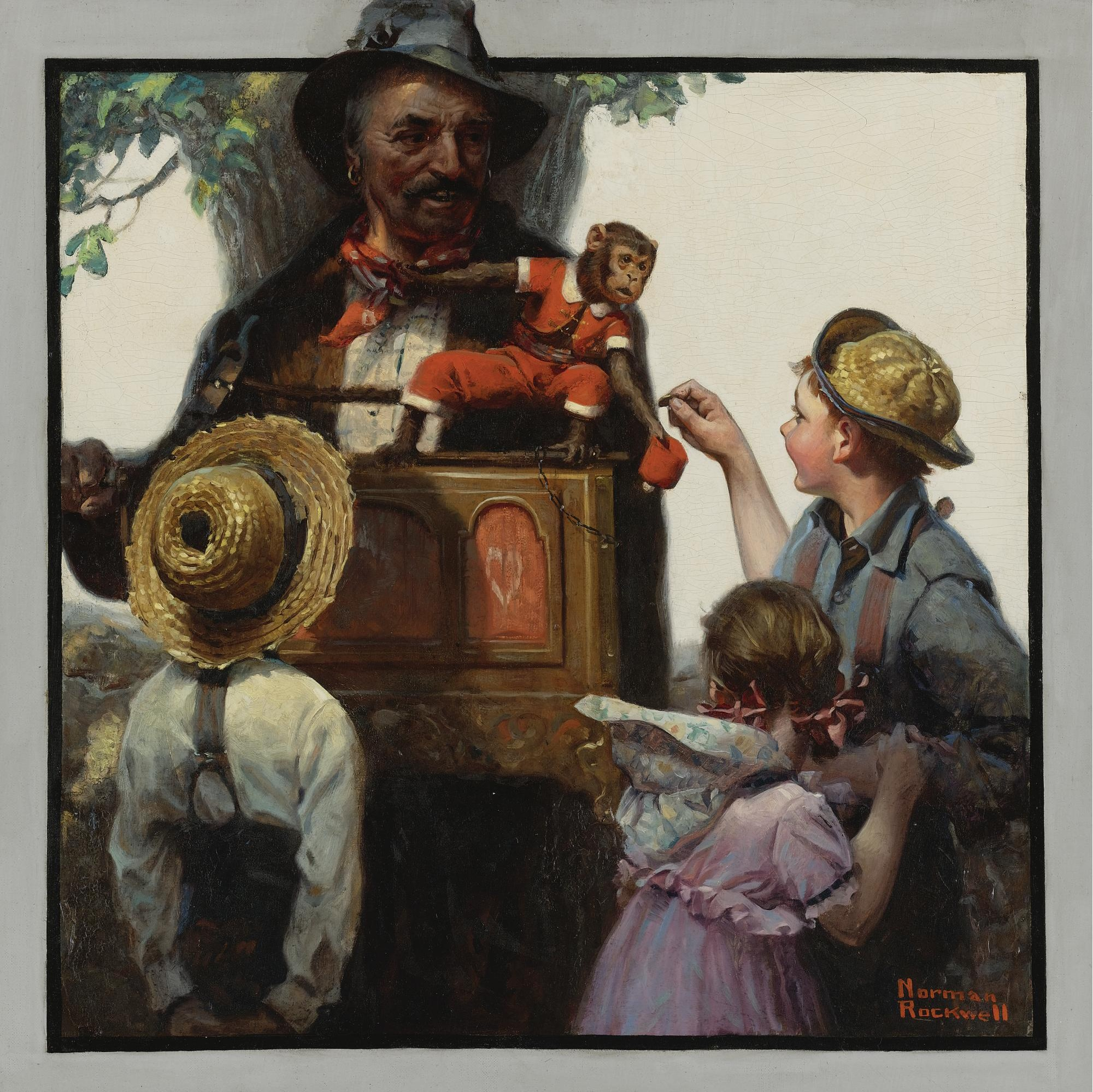
A kíntornás (1920)
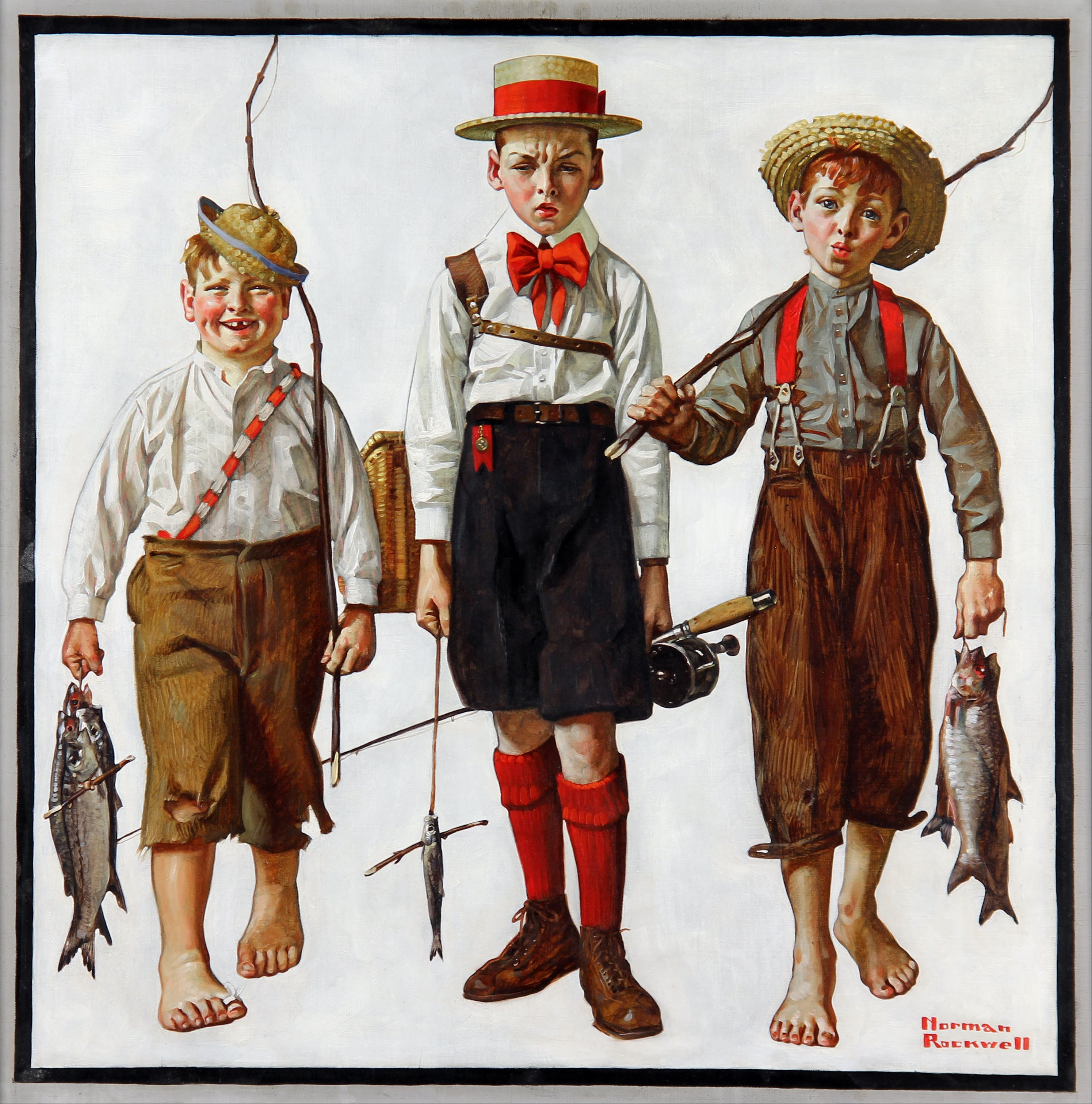
Jó fogás
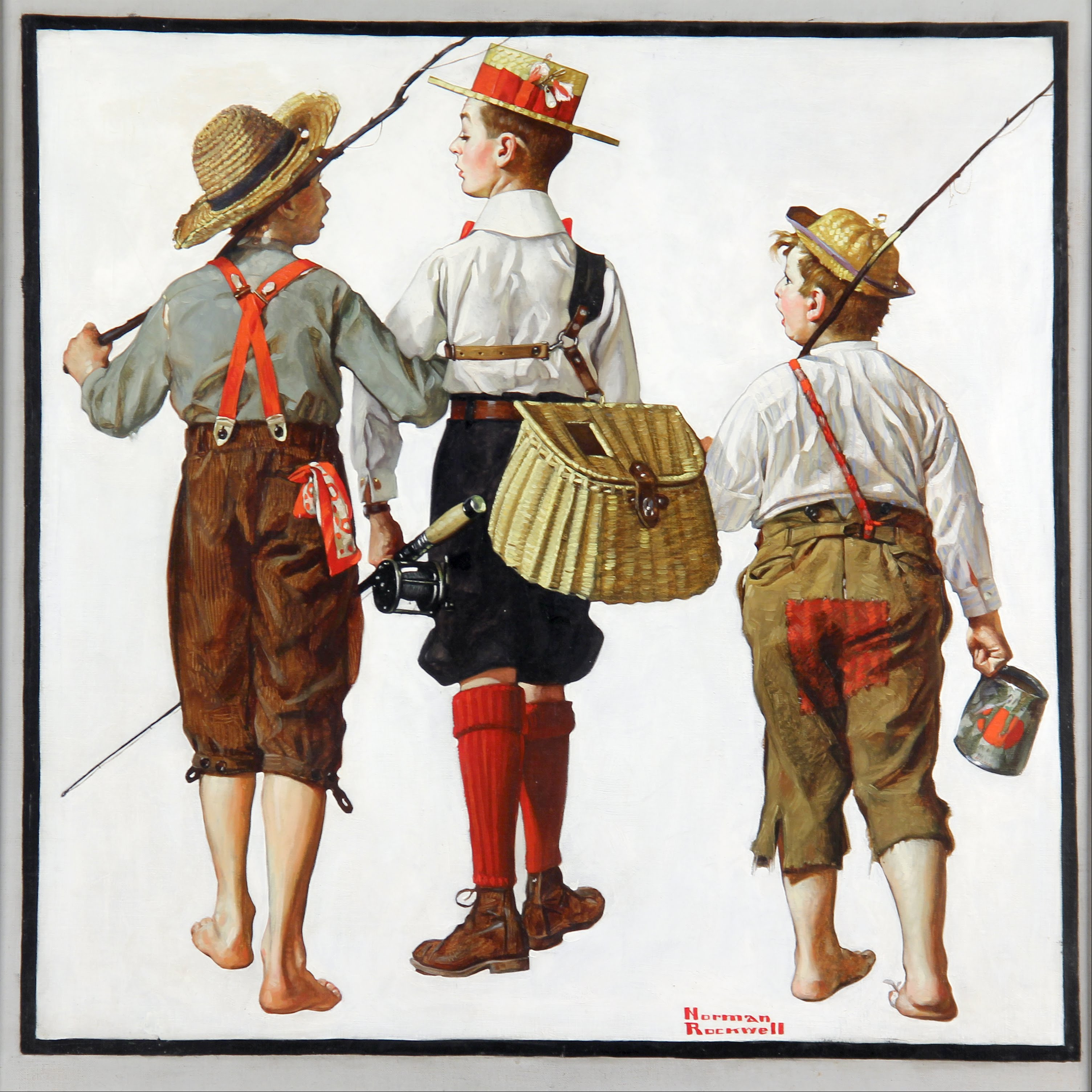
Horgászunk a jövő héten is
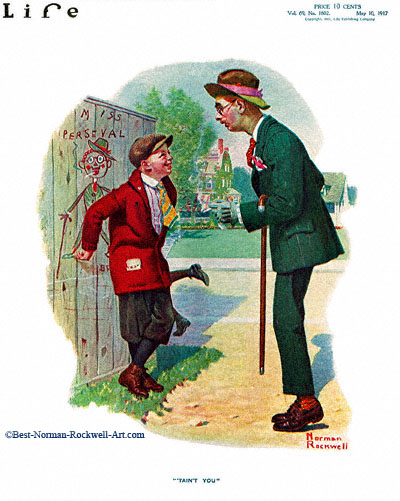
„Ne rosszalkodj!”, Life Magazine 1917. május 10.
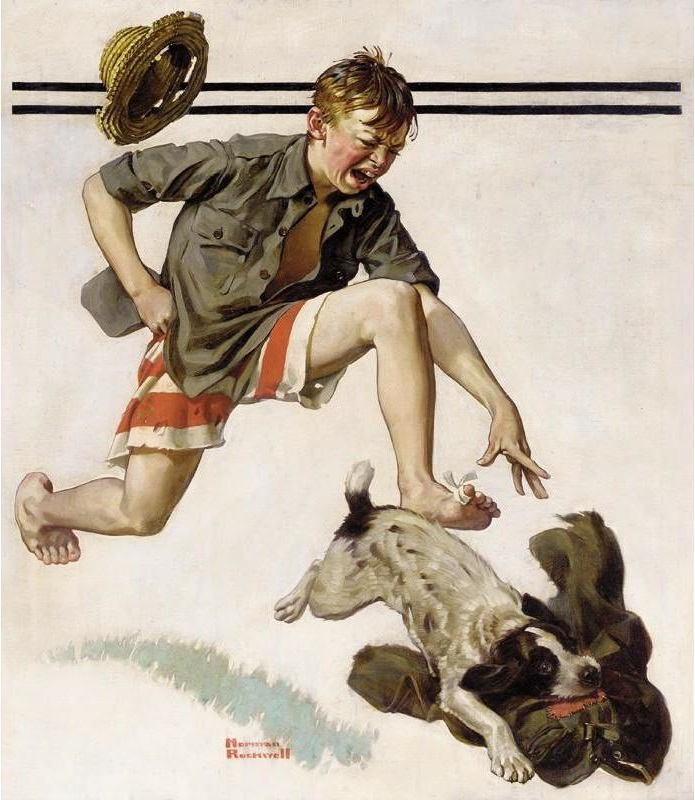
Menekülés
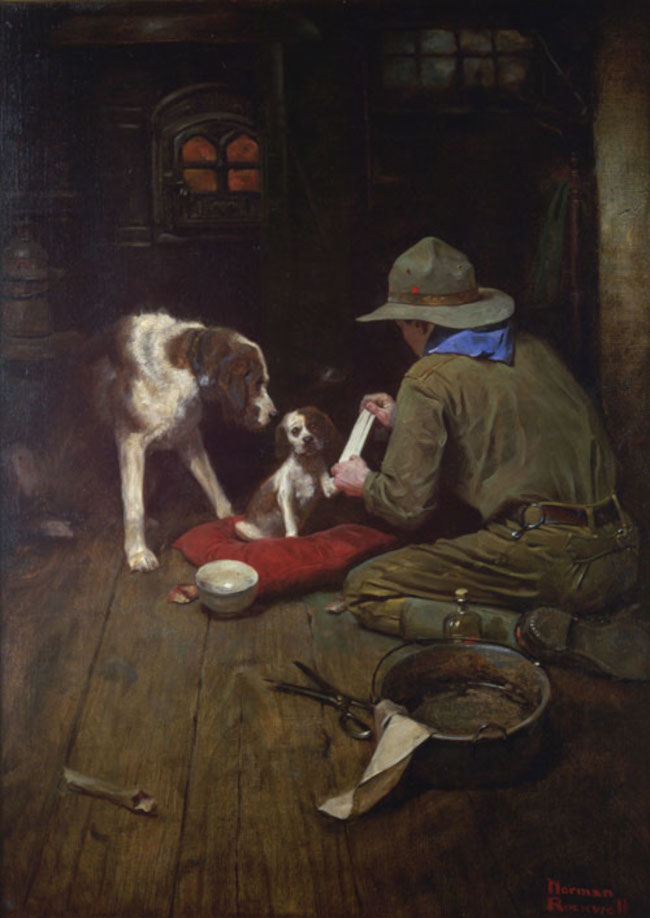
Naptárlap, 1925
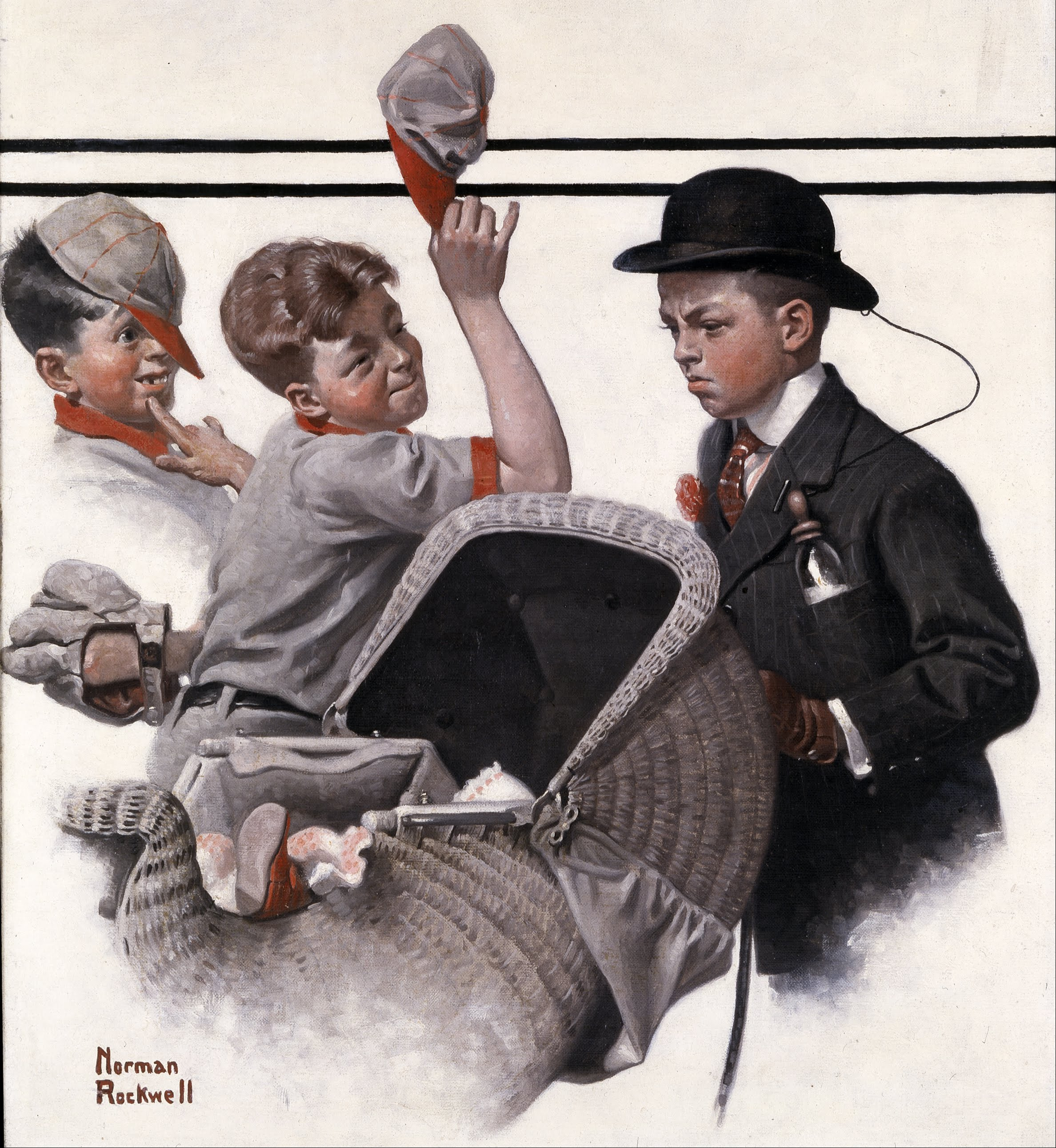
Fiú babakocsival
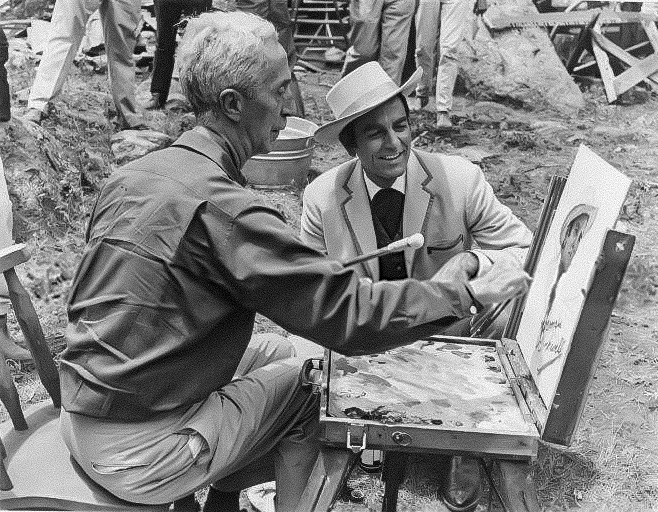
Standfotó, 20th Century Fox